# 10440 van Swinden
10440 van Swinden (7636 P-L) là một tiểu hành tinh vành đai chính.